# Provincia di Bushehr
La provincia di Bushehr (farsi استان بوشهر) è una delle trentuno province (ostān) dell'Iran. 

## Geografia
Situata nella parte meridionale del paese sulla costa affacciata sul Golfo Persico. Il capoluogo è la città di Bushehr situata sulla costa e secondo porto più importante del paese dopo Bandar ‘Abbās. 
La provincia è divisa in dieci shahrestān: 
- Shahrestān di Bushehr
- Shahrestān di Dashtestan
- Shahrestān di Asaluyeh
- Shahrestān di Dashti
- Shahrestān di Dayyer
- Shahrestān di Deylam
- Shahrestān di Genaveh
- Shahrestān di Jam
- Shahrestān di Kangan
- Shahrestān di Tangestan

Nella provincia di Bushehr, circa 270 km a sud del capoluogo, si trova l'area industriale di Assaluyeh nella quale operano circa 70.000 tecnici e ingegneri provenienti da tutto il mondo, in quest'area si trova il giacimento di gas naturale di South Pars considerato il più grande giacimento di gas del mondo. Nelle operazioni di estrazione e sfruttamento del giacimento è coinvolta con ingenti investimenti anche la società italiana Eni. La regione è stata colpita, nell'aprile 2013 da un violento terremoto.